# 구병원
구병원(KOO HOSPITAL)은 대구광역시 달서구 소재의 종합병원이다.

## 연혁
- 1991년 6월 구외과 의원 개설
- 1996년 4월 종합병원 종별 변경
- 1997년 법인 전환
- 2013년 4월 신관 증축 준공